# Église Saint-Aubin de Toulouse
Pour les articles homonymes, voir Saint-Aubin.
L'église Saint-Aubin est un édifice religieux catholique qui se situe dans le quartier populaire de Saint-Aubin-Dupuy, à l'est du centre historique de Toulouse, en France.
Massive et sans clocher, cette église fut construite à partir de 1847 par l'architecte Jean-Marie-Thérèse-Auguste Delort sur un ancien cimetière, dans un style qui marie néo-classicisme, néo-roman et néo-byzantin. C'est le plus grand chantier religieux du XIXe siècle à Toulouse. Elle est ouverte en 1853.

## Historique
Cette église est mise en œuvre à la suite de l'organisation d'un concours anonyme. Malgré la participation du célèbre Henri Labrouste, ce concours est un échec, voire un triple échec.
Trente-deux projets arrivent à la mairie de Toulouse en juillet 1844. Ils sont exposés deux dimanches à la vue du public, ce qui permet aux journalistes et aux autres critiques de mener une campagne d'opinions. La plupart des projets sont soit trop chers, soit trop compliqués à réaliser ou entachés de graves fautes. Ils sont alors renvoyés à leurs expéditeurs. Seulement sept projets ont été retenus. Et c'est celui de Jean-Marie-Thérèse-Auguste Delort qui est accepté.
L'église étant construite sur un ancien cimetière, l'architecte a dû préserver une église souterraine. Le cimetière présent à cet endroit a été déplacé à l'actuelle Terre Cabade.
L'église est financée par la municipalité qui n'accorde que 400 000 francs pour la réaliser. Le conseil municipal n'en octroie que 25 % (soit 100 000 francs). 
Avec le peu d'argent qu'a reçu l'architecte, il n'a jamais pu finir son œuvre. La première pierre fut consacrée le 4 mars 1847. Dans la même année, malgré ses murs aveugles et son toit provisoire l'édifice fut donné au culte. En 1929, la somme des rénovations pour essayer de le finir s’élevait à 900 000 francs, même s'il manquait toujours à cette époque les voûtes, la façade, le clocher et tout le décor.
Cette église, qui, au départ, devait être un grand projet, a finalement été beaucoup simplifiée au grand désespoir de M. Delort. La vision que l'on a dès l'entrée des voûtes de la nef inachevée est très parlante.

## Galerie d'images

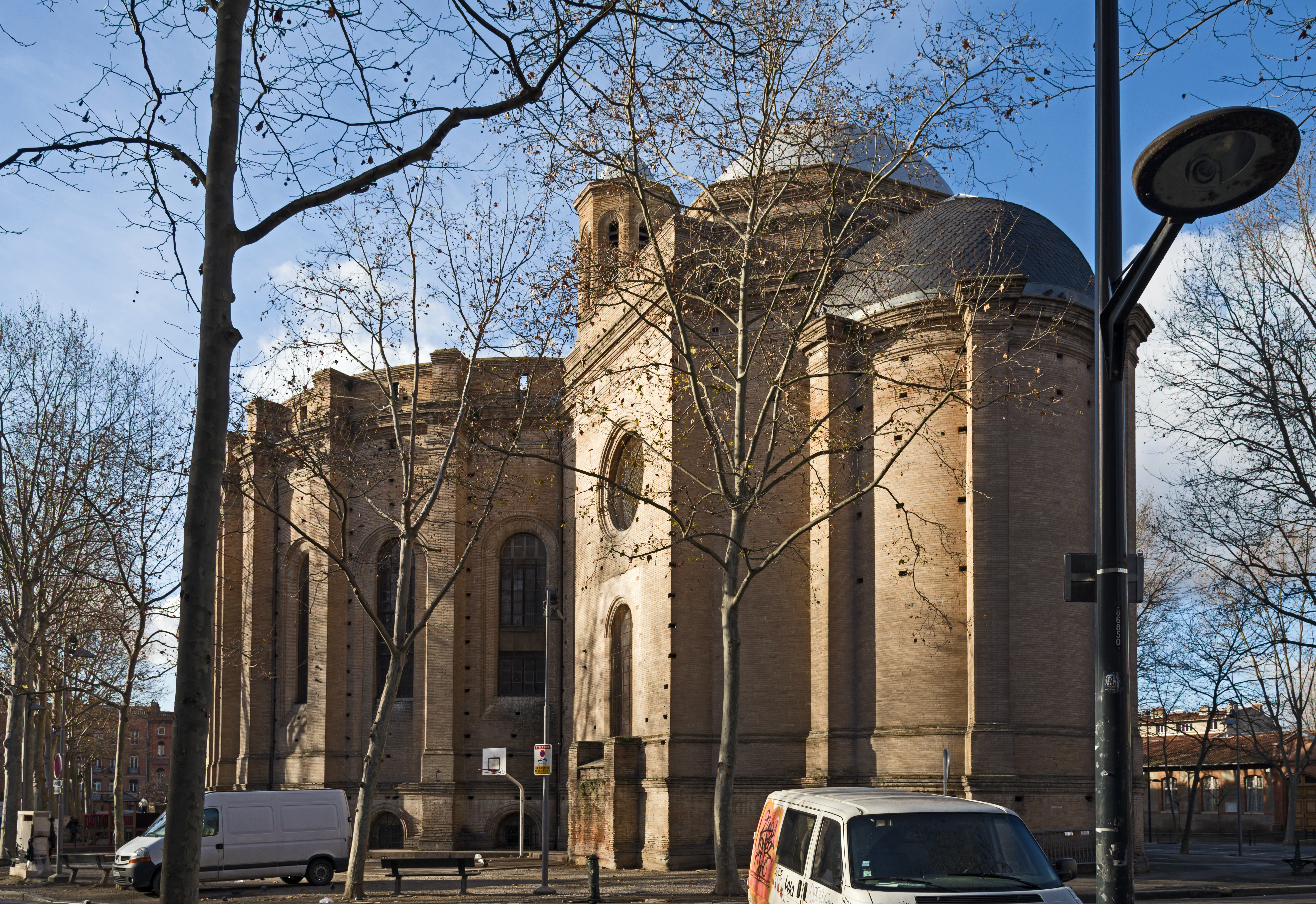
L'abside
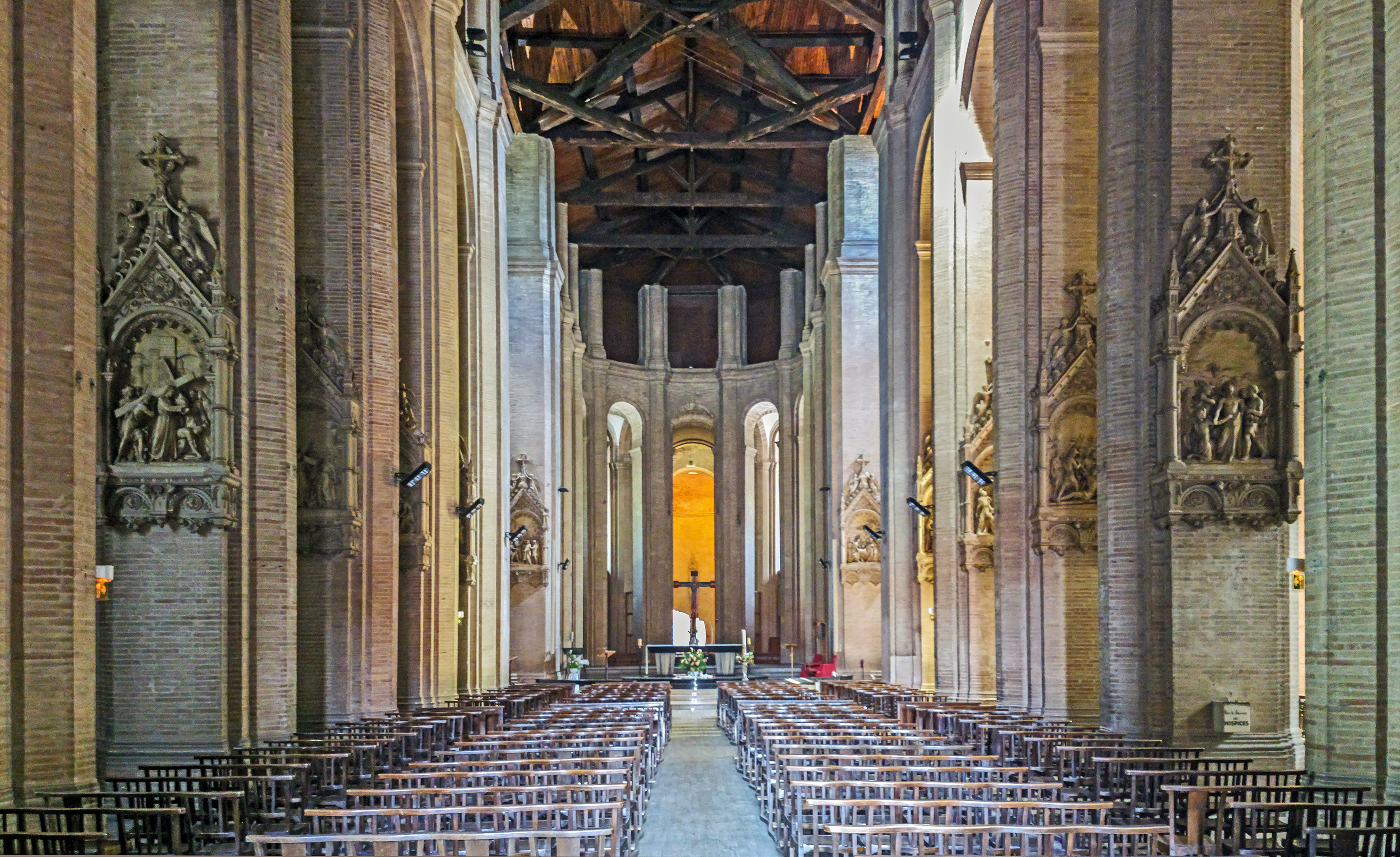
Vue de l'intérieur
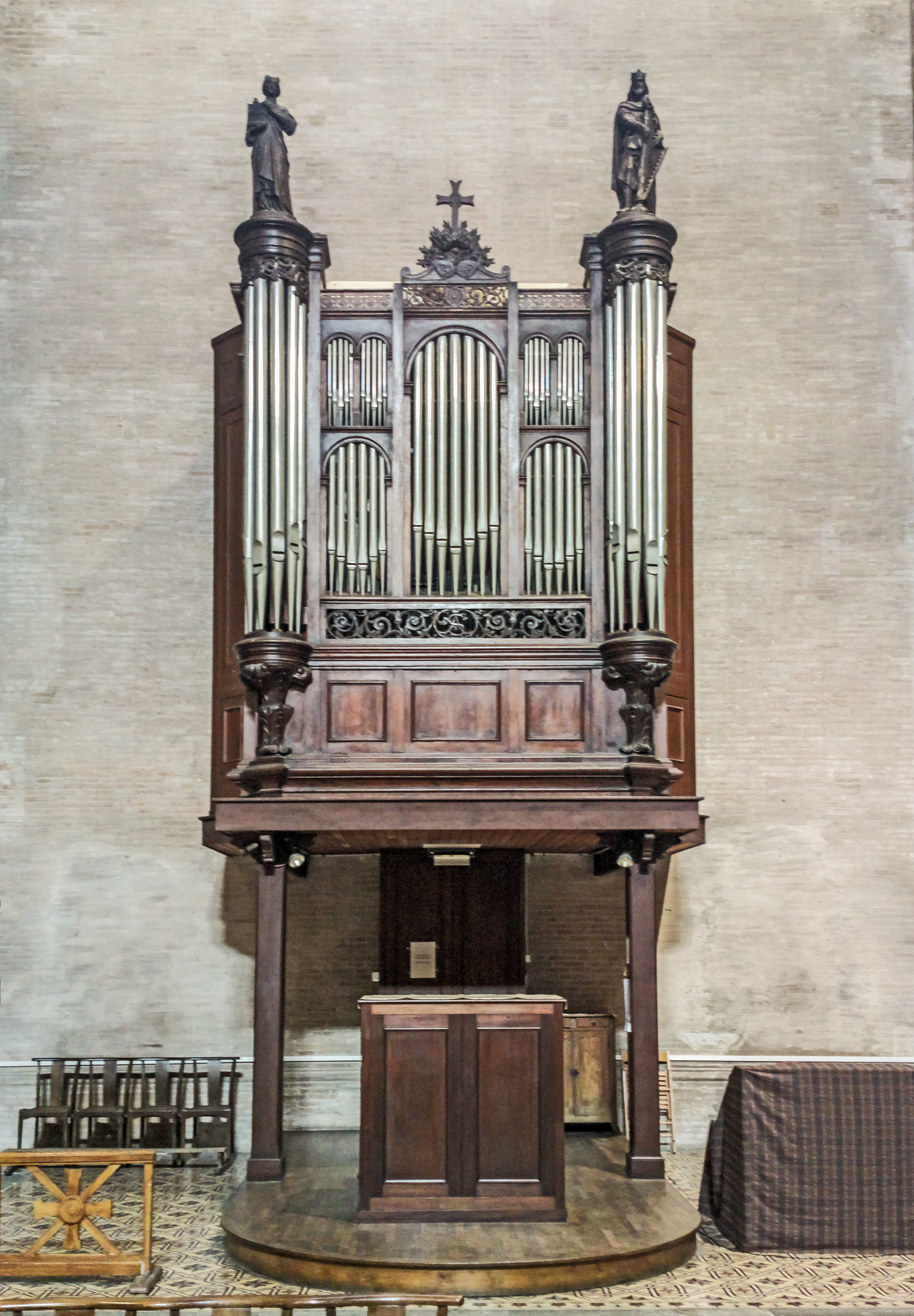
L'orgue de chœur